# Pianazzola

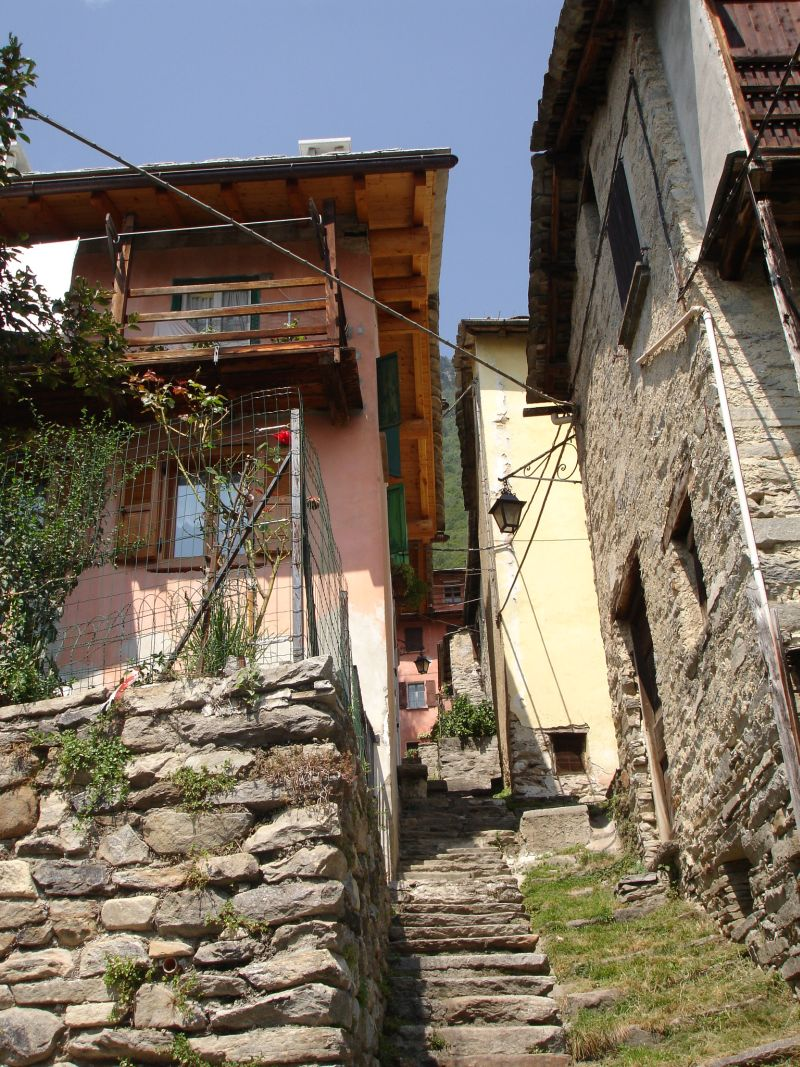
Vicoli a Pianazzola

Pianazzola (Pianazzoeula in dialetto chiavennasco) è una frazione di Chiavenna nella provincia di Sondrio.
Il villaggio si trova ad un'altitudine di 627 m. Salendo da Chiavenna, dopo nove tornanti circondati da vigneti, una chiesa segna l'entrata del villaggio composto da qualche decina di case separate da viottoli in pietra abbastanza stretti. Le abitazioni sono quasi tutte in pietra, con i tetti in pioda e i viottoli solo pedonali e non asfaltati.
Gli abitanti di Chiavenna usano venire per delle passeggiate e per approfittare di diverse ore di insolazione in più rispetto al fondo valle. Infatti il borgo è illuminato dal sole per una parte maggiore della giornata e gode di una bella vista su parte della Valchiavenna e della Val Bregaglia.
Il villaggio possedeva una scuola in attività fino al 1981. La scuola doveva essere assegnata ai migranti, ma un incendio la distrusse, di origine probabilmente colposa per evitare i migranti secondo le dicerie del villaggio. In seguito all'incendio della scuola fu pubblicato un bando per la sua ricostruzione e al suo posto fu costruito un B&B col nome "La Vecchia Scuola", oggi l'unico commercio del villaggio, aperto dal giugno del 2018.

## Sentieri
Diversi sentieri partono da Pianazzola: uno per Dalòo, un borgo a circa 1100m, da cui si può continuare verso Lagünc, a 1350m. È presente anche un sentiero di 1h verso una frazione del vicino comune di Piuro, Crana, da cui poi si può continuare sul sentiero panoramico della Val Bregaglia per arrivare fino alle cascate dell'Acquafraggia, al borgo alpino di Savogno e poi fino alla dogana con la Svizzera a Villa di Chiavenna.

## Società

### Evoluzione demografica
Secondo il censimento del 2011 in questo villaggio risiedono 68 persone.